# Operador de decalatge
|  | No s'ha de confondre amb els operadors de desplaçament bit a bit en informàtica ni amb desplaçament en física.. |

En matemàtiques, i més concretament en anàlisi funcional, l'operador de decalatge és un operador que porta una funció f(·)
a la seva translació f(· + a). En l'anàlisi de sèries temporals, hom diu que l'operador de decalatge és l'operador de retard.
Els operadors de decalatge són uns exemples d'operadors lineals, importants per la seva simplicitat i la seva presència natural. L'acció de l'operador de decalatge sobre funcions de variable real juga un rol important en anàlisi harmònica; per exemple, apareix en les definicions de les funcions quasi-periòdiques, les funcions definides positives i la convolució. Els decalatges sobre successions (funcions de variable entera) apareixen en àrees diverses, com ara els espais de Hardy, la teoria de varietats abelianes, o la teoria de dinàmica simbòlica, on l'aplicació del forner n'és una representació explícita.

## Definició

### Funcions de variable real
L'operador de decalatge Tt (t ∈ ℝ) porta una funció f sobre ℝ a la seva translació ft, 
{\displaystyle f_{t}(x)=f(x+t)~.}
Una representació pràctica de l'operador lineal Tt en termes de la seva derivada d⁄dx fou introduïda per Lagrange,
{\displaystyle T^{t}=e^{t{\frac {d}{dx}}}~,}
que es pot interpretar com la seva expansió en sèrie de Taylor al voltant de t, i que actua evidentment sobre el monomi xn pel teorema del binomi, i en conseqüència sobre tota la sèrie en x.

### Successions
L'operador decalatge cap a l'esquerra actua sobre una successió de nombres infinita per una banda com
{\displaystyle S^{*}:(a_{1},a_{2},a_{3},\ldots )\mapsto (a_{2},a_{3},a_{4},\ldots )}
i sobre successions infinites per les dues bandes com
{\displaystyle T:(a_{k})_{k=-\infty }^{\infty }\mapsto (a_{k+1})_{k=-\infty }^{\infty }.}
L'operador decalatge cap a la dreta actua sobre una successió de nombres infinita per una banda com
{\displaystyle S:(a_{1},a_{2},a_{3},\ldots )\mapsto (0,a_{1},a_{2},\ldots )}
i sobre successions infinites per les dues bandes com
{\displaystyle T^{-1}:(a_{k})_{k=-\infty }^{\infty }\mapsto (a_{k-1})_{k=-\infty }^{\infty }.}

### Grups abelians
En general, si f és una funció sobre un grup abelià G, i g és un element de G, l'operador de decalatge Tg envia f a
{\displaystyle f_{g}(h)=f(g+h).}

## Propietats de l'operador de decalatge
L'operador de decalatge, quan actua sobre funcions reals o complexes, o sobre successions, és un operador lineal que preserva la majoria de les normes habituals que apareixen a l'anàlisi funcional. Per tant, normalment és un operador afitat amb la norma-1.

### Acció sobre espais de Hilbert
L'operador de decalatge, quan actua sobre successions infinites per les dues bandes, és un operador unitari sobre l₂(ℤ). L'operador de decalatge, quan actua sobre funcions de variable real és un operador unitari sobre L₂(ℝ).
En ambdós casos, l'operador de decalatge (per l'esquerra) satisfà la següent relació de commutativitat amb la transformada de Fourier:
{\displaystyle {\mathcal {F}}T^{t}=M^{t}{\mathcal {F}},}
on Mt és l'operador de multiplicació per exp(i t x). Per tant, l'espectre de Tt és la circumferència unitat.
L'operador de decalatge d'una sola banda S, quan actua sobre l₂(ℕ), és una isometria pròpia amb recorregut igual a tots els vectors que tenen la primera coordenada igual a 0. L'operador S és una compressió de T−1, en el sentit que
{\displaystyle T^{-1}y=Sx{\text{ per tot }}x\in \ell ^{2}(\mathbb {N} ),\,}
on y és el vector de l₂(ℤ) amb yi = xi per i ≥ 0 i yi = 0 per i < 0. Aquesta observació és la base de la construcció de moltes dilatacions unitàries d'isometries.
L'espectre de S és el disc unitat. L'operador de decalatge S és un exemple d'un operador de Fredholm, amb índex −1.

## Generalització
Jean Delsarte introduí la noció d'operador de decalatge generalitzat (també anomenat operador de desplaçament generalitzat); aquesta noció fou desenvolupada posteriorment per Boris Levitan.
Una família d'operadors {Lx}x ∈ X actuant sobre un espai Φ de funcions d'un conjunt X a ℂ s'anomena família d'operadors de decalatge generalitzats si es compleixen les següents propietats:
1. Associativitat: sigui (Ryf)(x) = (Lxf)(y). Llavors LxRy = RyLx.
2. Existeix un e ∈ X tal que Le és l'operador identitat.

En aquest cas, hom diu que el conjunt X és un hipergrup.